# Tachuda albosigma
Tachuda albosigma är en fjärilsart som beskrevs av Druce 1887. Tachuda albosigma ingår i släktet Tachuda och familjen tandspinnare. Inga underarter finns listade i Catalogue of Life.